# Oili Tanninen
Oili Tanninen (geboren Nikitin; * 22. Juli 1933 in Sortawala; † 19. April 2024 in Helsinki) war eine finnische Illustratorin und Kinderbuchautorin.

## Leben
Der Anfang ihrer Karriere als Schriftstellerin und Illustratorin begann recht früh. Im Alter von sechs Jahren musste sie als kleines Mädchen während des so genannten Winterkriegs viel Zeit in Luftschutzbunkern verbringen. Hier erfand sie – zur eigenen Beruhigung und Ablenkung – ihre ersten fantasievollen Geschichten und fertigte auch Zeichnungen dazu an. 1953 machte sie ihr Diplom in Bildender Kunst und arbeitete zunächst als Designerin bei Arabia Finland.
Nebenher begann sie, professionell Kinderbücher zu schreiben und zu illustrieren. Zwei ihrer Figuren, Nunnu und Miiru, erschuf sie auch in Zeichentrickfilmen für das finnische Fernsehen. Der Durchbruch als Kinderbuchautorin gelang ihr 1965 mit Nunnu. Sie erhielt zahlreiche Preise. 1964 wurde sie für den dänischen Hans Christian Andersen Preis nominiert, 1970 erhielt sie den State Youth Award und die Anni-Swan-Medaille.
Der erste der drei Bände der Nunnu-Reihe liegt seit 2008 erstmals in deutscher Übersetzung vor. Er wurde im Jahr 2008 auch auf Italienisch, Japanisch und Koreanisch veröffentlicht.
Oili Tanninen lebte mit ihrem Mann, dem Auslandskorrespondent Aarne Tanninen (1931–2022) viele Jahre im Ausland, darunter in Moskau, London und Washington. Zuletzt lebte sie in Helsinki.
Die ebenso eigenwillige wie humorvolle und liebenswerte Titelfigur Nunnu mit ihren beiden Freunden Hoppu und Möksö zählt in Finnland zu den modernen Kinderbuchklassikern, vergleichbar beispielsweise dem Weihnachtsmann von Mauri Kunnas, dem kleinen Maulwurf von Zdeněk Miler, Willi Wiberg von Gunilla Bergström, den Figuren von Fiep Westendorp oder James Krüss und Lisl Stich.

## Werke (Auszug)
- Nunnu, Finnland 1965 / 2007. Deutsche Übersetzung: Nunnu, Susanna Rieder Verlag 2008.
- Nunnu lentää, Finnland 1966 / 2007
- Nunnu putoaa, Finnland 1969 / 2007. Deutsche Übersetzung: Nunnu rettet Möksös Hut, Susanna Rieder Verlag 2010.
- Hippu, Finnland 1967 / 2009
- Ninna (italienische Fassung), Il gioco di leggere Edizioni 2008

## Auszeichnungen (Auswahl)
- 1966 Topelius-Preis